# Nordkalottleden
Nordkalottleden är en vandringsled som sträcker sig omkring 800 kilometer genom de nordligaste delarna av Sverige (350 km), Norge (380 km) och Finland (70 km). Leden passerar de olika nationsgränserna tio gånger.
Nordkalottledens ändpunkter är i Kvikkjokk och Sulitjelma i söder och i Kautokeino i norr. På flera ställen sammanfaller leden med andra leders sträckningar, till exempel delar av Kungsleden och Padjelantaleden.

## Platser utmed leden
- Kautokeino 69°0′40″N 23°2′28″Ö / 69.01111°N 23.04111°Ö
- Vattenfallet Pitsusköngäs 69°12′3″N 21°16′46″Ö / 69.20083°N 21.27944°Ö
- Kilpisjärvi 69°2′47″N 20°47′57″Ö / 69.04639°N 20.79917°Ö
- Malla naturreservat 69°3′40″N 20°39′30″Ö / 69.06111°N 20.65833°Ö
- Treriksröset 69°3′35.89″N 20°32′55.09″Ö / 69.0599694°N 20.5486361°Ö
- Pältsastugan 68°58′26.51″N 20°22′7.46″Ö / 68.9740306°N 20.3687389°Ö
- Byn Innset
- Abisko 68°20′57″N 18°50′2″Ö / 68.34917°N 18.83389°Ö
- Nikkaluokta 67°51′1″N 19°0′45″Ö / 67.85028°N 19.01250°Ö
- Ritsem 67°43′0″N 17°27′0″Ö / 67.71667°N 17.45000°Ö
- Sulitjelma 67°7′59″N 16°4′50″Ö / 67.13306°N 16.08056°Ö
- Kvikkjokk 66°57′7.2″N 17°43′12″Ö / 66.952000°N 17.72000°Ö

## Att vandra på Nordkalottleden
Nordkalottleden är utmärkt med stenrösen och skyltar. Vattenföringen kan på vissa ställen vara hög, speciellt i början av sommaren.
Vandringen på Nordkalottleden är krävande, åtminstone på en del etapper. Avstånden mellan övernattningsstugorna är 10–50 km; eget tält kan behövas. Ställvis finns svårframkomliga stenfält och många älvar och bäckar måste vadas, också om det finns bro över en del av de större vattendragen. Vädret kan slå om snabbt.